# Nokia 6230
Nokia 6230 – telefon komórkowy firmy Nokia oparty na platformie Nokia Series 40.

## Funkcje dodatkowe
- odtwarzacz plików MP3
- WAP
- GPRS
- HSCSD
- EDGE
- bluetooth
- IRDA
- java
- radio FM
- dyktafon
- MMS
- EMS
- słowniki T9 w 6 językach
- organizer
- timer
- stoper
- budzik
- kalkulator